# Xena: Warrior Princess
Xena: Warrior Princess er en amerikansk tv-serie (1995-2001), der handler om kvinden Xena, spillet af skuespilleren Lucy Lawless.

## Medvirkende
- Xena - Lucy Lawless
- Gabrielle - Renee O'Connor
- Joxer - Ted Raimi
- Ares - Kevin Smith
- Autolycus - Bruce Campbell
- Julius Cæsar - Karl Urban
- Virgil - William Gregory Lee